# Wappen von Saint-Pierre und Miquelon

Wappen von Saint-Pierre und Miquelon

Das Wappen von Saint-Pierre und Miquelon, einem französischen Überseegebiet, zeigt: Unter von Rot, darin ein silbernes Kreuz ein grünes Andreaskreuz überdeckend, Hermelin und Rot, darin pfahlweis zwei goldene Leoparden, zweimal gespaltenen Schildhaupte, in Blau auf (silbernen) Wellen ein dreimastiges Segelschiff mit geblähten Segeln, an den Masttoppen je ein Wimpel, am Heck eine Flagge wehend, alles Gold.
Das erste Feld des Schildhauptes entspricht der Flagge des Baskenlandes, das mittlere dem Wappen der Bretagne, das dritte dem Wappen der Normandie, Regionen Frankreichs, von denen Siedler nach St. Pierre und Miquelon kamen.
Als Oberwappen eine goldene Schiffskrone, der Schild ruht auf zwei schwarzen, schragenweis gekreuzten Ankern, unter dem Schilde ein silbernes Band mit dem Motto „A MARE LABOR“, „Vom Meere die Arbeit“, sinngemäß etwa: „Das Meer gibt uns unseren Broterwerb.“